# ルーイシャン
ルー-イシャン（Luh-ishanまたはLuhhiššan 𒇻𒄴𒅖𒀭 lu-uh-ish-an または𒇻𒄴𒄭 𒅖𒊮𒀭 lu-uh-hi ish-sha-an）は紀元前2300年頃に在位したエラムの王で、アワン王朝の8番目の王だった。彼はヒシプラシニ王（Hiship-rashini）の息子だった 。
ルーイシャンはエラムの記録から知られており、王名表ではアワン王朝8番目の王として記載されている 。
アッカド王サルゴンの碑文では、ルーイシャンを破ってエラムとマラシスを征服したことが記されている。
サルゴン王は碑文の中で、自らを「サルゴン、世界の王、（シュメールの東の二大勢力である）エラムとパラシュムの征服者」としている。また、サルゴンが撃破した東方の支配者達の名前も記されており、「ルーウーイシャン、ヒシバラシニの息子、エラムの王」がルーイシャンの事だと考えられている。また、「シドガウ、パラシュムの将軍」は後にアッカド王リムシュの碑文にも登場している 。